# کیلی هاجکینسون

کیلی هاجکینسون (انگلیسی: Keely Hodgkinson؛ زادهٔ ۳ مارس ۲۰۰۲) دونده اهل بریتانیا است.